# شنيقل
شنيقل، مدينة و بلدية تابعة إقليميا إلى دائرة شلالة العذاورة ولاية المدية الجزائرية.
تسمى مدينة كاف أفول وهي مدينة تجارية .

## أصل التسمية
تسمى مدينة كاف آفول نسبة للجبل الشامخ الذي يقع في تراب البلدية ويبلغ ارتفاعه 1400م فوق مستوى سطح البحر.
جبل كاف آفول كان حصنا حصينا لمختلف الثورات في منطقة العذاورة.
و يعود أصل تسمية شنيقل إلى اسم عائلة شنيقل وهي أول من سكنت في تلك المنطقة منذ العهد العثماني ، غير أن سكان البلدية يسعون إلى تغيير التسمية إلى كاف آفول نسبة لجبل كاف آفول وهي تسمية نالت تأييدا واسعا باعتبارها أمازيغية الأصل تدل على أن تاريخ المنطقة عريق يرجع إلى الدولة النوميدية وماقبلها حيث أن مدينة الشلالة كانت مدينة نوميدية وكل الشواهد تدل على ذلك .

## الموقع الجغرافي
تقع بلدية شنيقل جنوب شرق ولاية المدية، تبعد عن شلالة العذاورة بمسافة 14كم شرقا على الطريق الوطني رقم 60 نحو المسيلة. وهي مدينة مميزة تقع في الهضاب العليا، يحدها كل من:
- شمالا: المعمورة (ولاية البويرة)
- جنوبا:عين القصير (ولاية المدية)
- شرقا: سيدي عيسى (ولاية المسيلة)
- غربا: شلالة العذاورة  (ولاية المدية)
- الشمال الغربي السواقي  (ولاية المدية)

## أحياء و قرى البلدية
- حي الوئام

•حي 19 مارس
- حي الرحال